# Диккендорф
Диккендорф (нем. Dickendorf) — община в Германии, в земле Рейнланд-Пфальц. 
Входит в состав района Альтенкирхен-Вестервальд. Подчиняется управлению Гебхардсхайн.  Население составляет 371 человек (на 31 декабря 2010 года). Занимает площадь 1,45 км².